# Barnabás Rácz
Barnabás Rácz (Szombathely, 26 april 1996) is een Hongaars voetballer die als middenvelder voor FC Eindhoven speelt.

## Carrière
Barnabás Rácz speelde in de jeugd van Lurkó UFC en Szombathelyi Haladás. Bij deze club debuteerde hij op 28 februari 2015, in de met 1-1 gelijkgespeelde thuiswedstrijd tegen Diósgyőri VTK. Na vier korte invalbeurten in zijn eerste seizoen, werd hij verhuurd aan Soproni VSE. Op het tweede niveau van Hongarije was hij een vaste basisspeler. Na deze verhuurperiode werd hij ook bij Szombathelyi een vaste waarde. Halverwege het seizoen 2018/19 maakte hij de overstap naar competitiegenoot Újpest FC. Het seizoen erna verloor hij hier zijn basisplaats en in het seizoen 2020/21 speelde hij helemaal niet meer. Halverwege dit seizoen vertrok vrij bij Újpest. In de zomer van 2021 sloot hij bij HSC '21 aan. Voor het nieuwe seizoen begon, was hij na een proefperiode vertrokken naar FC Eindhoven. Hier tekende hij een contract voor een jaar met een optie voor een extra seizoen.

### Statistieken
| Seizoen                       | Club                 | Land           | Competitie         | Competitie | Competitie | Beker | Beker | Totaal | Totaal |
| Seizoen                       | Club                 | Land           | Competitie         | Wed.       | Dlp.       | Wed.  | Dlp.  | Wed.   | Dlp.   |
| ----------------------------- | -------------------- | -------------- | ------------------ | ---------- | ---------- | ----- | ----- | ------ | ------ |
| 2014/15                       | Szombathelyi Haladás | Hongarije      | Nemzeti Bajnokság  | 4          | 0          | 0     | 0     | 4      | 0      |
| 2015/16                       | → Soproni VSE        | Hongarije      | NB II              | 28         | 2          | 1     | 0     | 29     | 2      |
| 2016/17                       | Szombathelyi Haladás | Hongarije      | Nemzeti Bajnokság  | 33         | 2          | 3     | 0     | 36     | 2      |
| 2017/18                       | Szombathelyi Haladás | Hongarije      | Nemzeti Bajnokság  | 26         | 1          | 1     | 1     | 27     | 2      |
| 2018/19                       | Szombathelyi Haladás | Hongarije      | Nemzeti Bajnokság  | 11         | 0          | 3     | 0     | 14     | 0      |
| 2018/19                       | Újpest FC            | Hongarije      | Nemzeti Bajnokság  | 13         | 0          | 0     | 0     | 13     | 0      |
| 2019/20                       | Újpest FC            | Hongarije      | Nemzeti Bajnokság  | 9          | 0          | 0     | 0     | 9      | 0      |
| 2020/21                       | Újpest FC            | Hongarije      | Nemzeti Bajnokság  | 0          | 0          | 0     | 0     | 0      | 0      |
| 2021/22                       | HSC '21              | Nederland      | Derde divisie Zon. | 0          | 0          | 0     | 0     | 0      | 0      |
| 2021/22                       | FC Eindhoven         | Nederland      | Eerste divisie     | 23         | 2          | 1     | 0     | 24     | 2      |
| Carrièretotaal                | Carrièretotaal       | Carrièretotaal | Carrièretotaal     | 147        | 7          | 9     | 1     | 156    | 8      |
| Bijgewerkt op 8 februari 2022 |                      |                |                    |            |            |       |       |        |        |